# Bettles (Alasca)
Bettles é uma cidade localizada no estado americano de Alasca, no Distrito de Yukon-Koyukuk.

## Demografia
Segundo o censo americano de 2000, a sua população era de 43 habitantes. 
Em 2006, foi estimada uma população de 39, um decréscimo de 4 (-9.3%).

## Geografia
De acordo com o United States Census Bureau, a localidade tem uma área de 4,2 km², sem área coberta por água.

## Localidades na vizinhança
O diagrama seguinte representa as localidades num raio de 72 km ao redor de Bettles. 